# Tiniocellus spinipes
Tiniocellus spinipes är en skalbaggsart som beskrevs av Roth 1851. Tiniocellus spinipes ingår i släktet Tiniocellus och familjen bladhorningar. Inga underarter finns listade i Catalogue of Life.